# Campionato Paulista 1962
Il Campionato Paulista 1962 è stata la 61ª edizione della massima serie calcistica dello stato di San Paolo, organizzata dalla Federaçao Paulista de Futebol. Il torneo è iniziato l'8 luglio 1962 e si è concluso il 16 dicembre 1962 con la vittoria del Santos, alla settima affermazione nel campionato statale.
Per la sesta volta consecutiva, il capocannoniere del torneo è stato Pelé, autore di 37 reti.

## Stagione

### Novità
La Portuguesa Santista, retrocessa al termine della stagione precedente, lascia il posto al Prudentina, promossa dalla serie A2.

### Formula
Il campionato si disputò in un girone unico con partite di andata e ritorno.

## Squadre partecipanti
| Club                    | Città               |
| ----------------------- | ------------------- |
| Botafogo-SP             | Ribeirão Preto      |
| Comercial               | Ribeirão Preto      |
| Corinthians             | San Paolo           |
| Esportiva Guaratinguetá | Guaratinguetá       |
| Ferroviária             | Araraquara          |
| Guarani                 | Campinas            |
| Jabaquara               | Santos              |
| Juventus-SP             | San Paolo           |
| Noroeste                | Bauru               |
| Palmeiras               | San Paolo           |
| Portuguesa              | San Paolo           |
| Prudentina              | Presidente Prudente |
| San Paolo               | San Paolo           |
| Santos                  | Santos              |
| Taubaté                 | Taubaté             |
| XV de Piracicaba        | Piracicaba          |

## Classifica finale
|                      | Pos. | Squadra                 | Pt | G  | V  | N | P  | GF  | GS | DR  |
| -------------------- | ---- | ----------------------- | -- | -- | -- | - | -- | --- | -- | --- |
| San Paolo (bandiera) | 1.   | Santos                  | 51 | 30 | 23 | 5 | 2  | 102 | 31 | +71 |
|                      | 2.   | San Paolo               | 43 | 30 | 19 | 5 | 6  | 66  | 36 | +30 |
|                      | 2.   | Corinthians             | 43 | 30 | 18 | 7 | 5  | 77  | 37 | +40 |
|                      | 4.   | Palmeiras               | 34 | 30 | 14 | 6 | 10 | 52  | 44 | +8  |
|                      | 5.   | Portuguesa              | 33 | 30 | 12 | 9 | 9  | 42  | 43 | -1  |
|                      | 6.   | Ferroviária             | 32 | 30 | 13 | 6 | 11 | 51  | 44 | +7  |
|                      | 6.   | Botafogo-SP             | 32 | 30 | 14 | 4 | 12 | 65  | 52 | +13 |
|                      | 8.   | Guarani                 | 29 | 30 | 11 | 7 | 12 | 50  | 45 | +5  |
|                      | 9.   | Comercial (RP)          | 27 | 30 | 11 | 5 | 14 | 42  | 51 | -9  |
|                      | 10.  | Juventus-SP             | 25 | 30 | 8  | 9 | 13 | 30  | 44 | -14 |
|                      | 10.  | Esportiva Guaratinguetá | 25 | 30 | 9  | 7 | 14 | 30  | 48 | -18 |
|                      | 10.  | Noroeste                | 25 | 30 | 9  | 7 | 14 | 51  | 57 | -6  |
|                      | 13.  | XV de Piracicaba        | 24 | 30 | 9  | 6 | 15 | 38  | 63 | -25 |
|                      | 14.  | Prudentina              | 23 | 30 | 9  | 5 | 16 | 38  | 65 | -27 |
|                      | 15.  | Jabaquara               | 21 | 30 | 8  | 5 | 17 | 44  | 72 | -28 |
|                      | 16.  | Taubaté                 | 13 | 30 | 4  | 5 | 21 | 27  | 73 | -46 |

Legenda:

      Campione dello Stato di San Paolo

      Retrocessa in Campionato Paulista A2 1963
Regolamento:

Due punti a vittoria, uno a pareggio, zero a sconfitta.

## Risultati
Ogni riga indica i risultati casalinghi della squadra segnata a inizio della riga, contro le squadre segnate per colonna (che invece avranno giocato l'incontro in trasferta). Al contrario, leggendo la colonna di una squadra si avranno i risultati ottenuti dalla stessa in trasferta, contro le squadre segnate in ogni riga, che invece avranno giocato l'incontro in casa.
Alcune gare sono state giocate sia all'andata che al ritorno nello stesso stadio, ma il tabellone dei risultati riporta questi ultimi come se le partite si fossero giocate in casa e in trasferta, per una migliore comprensione. Ne sono un esempio le sfide tra Corinthians e Palmeiras, giocate entrambe in casa del Corinthians.
|                  | BOT  | COM  | COR  | ESP  | FER  | GUA  | JAB  | JUV  | NOR  | PAL  | POR  | PRU  | SAN  | SPA  | TAU  | XVP  |
| ---------------- | ---- | ---- | ---- | ---- | ---- | ---- | ---- | ---- | ---- | ---- | ---- | ---- | ---- | ---- | ---- | ---- |
| Botafogo-SP      | –––– | 2-1  | 2-2  | 7-0  | 0-1  | 0-0  | 5-2  | 4-1  | 4-2  | 1-0  | 5-0  | 2-1  | 0-1  | 1-1  | 6-1  | 6-1  |
| Comercial (RP)   | 4-2  | –––– | 2-0  | 5-2  | 2-1  | 1-2  | 3-1  | 1-1  | 1-1  | 2-1  | 4-2  | 4-0  | 1-3  | 0-1  | 0-0  | 1-0  |
| Corinthians      | 4-0  | 2-1  | –––– | 2-0  | 7-1  | 3-3  | 3-1  | 1-1  | 4-1  | 3-1  | 0-3  | 3-1  | 1-2  | 3-2  | 4-0  | 5-0  |
| Esportiva        | 4-2  | 1-2  | 1-2  | –––– | 1-0  | 2-0  | 1-0  | 2-1  | 2-1  | 2-0  | 1-1  | 2-0  | 2-1  | 1-3  | 0-0  | 0-0  |
| Ferroviaria      | 2-1  | 1-0  | 1-3  | 0-0  | –––– | 2-1  | 3-0  | 2-2  | 1-1  | 3-1  | 0-1  | 4-1  | 1-1  | 2-0  | 6-1  | 3-0  |
| Guarani          | 2-3  | 5-1  | 1-1  | 1-0  | 1-0  | –––– | 4-0  | 3-1  | 1-1  | 2-5  | 2-0  | 2-1  | 1-1  | 0-1  | 1-1  | 1-0  |
| Jabaquara        | 2-1  | 1-0  | 0-2  | 1-1  | 1-1  | 1-0  | –––– | 1-0  | 3-4  | 1-5  | 4-0  | 2-1  | 1-5  | 1-3  | 4-0  | 3-1  |
| Juventus-SP      | 1-2  | 3-0  | 3-2  | 2-1  | 0-0  | 0-7  | 1-0  | –––– | 3-1  | 0-1  | 2-2  | 1-1  | 0-2  | 0-3  | 0-1  | 3-1  |
| Noroeste         | 4-0  | 3-1  | 1-5  | 0-0  | 0-2  | 3-2  | 3-3  | 0-0  | –––– | 0-1  | 1-3  | 4-1  | 1-1  | 1-2  | 6-0  | 3-0  |
| Palmeiras        | 1-1  | 1-1  | 0-3  | 2-1  | 2-1  | 2-0  | 4-3  | 1-0  | 2-0  | –––– | 1-1  | 3-3  | 2-4  | 0-1  | 5-1  | 3-0  |
| Portuguesa       | 0-2  | 3-0  | 1-1  | 0-0  | 2-1  | 2-1  | 3-0  | 0-2  | 1-0  | 2-2  | –––– | 1-1  | 3-2  | 0-0  | 2-1  | 0-1  |
| Prudentina       | 3-1  | 0-0  | 0-3  | 2-1  | 2-1  | 3-3  | 2-0  | 1-0  | 3-2  | 1-2  | 1-3  | –––– | 0-2  | 2-5  | 1-0  | 3-2  |
| Santos           | 5-2  | 6-2  | 5-2  | 5-0  | 7-2  | 5-0  | 8-2  | 3-0  | 4-0  | 3-0  | 4-1  | 4-0  | –––– | 3-3  | 3-0  | 5-1  |
| San Paolo        | 3-0  | 4-0  | 1-1  | 3-0  | 1-4  | 3-1  | 2-0  | 1-1  | 5-1  | 3-2  | 1-0  | 5-0  | 2-5  | –––– | 0-1  | 2-1  |
| Taubaté          | 1-2  | 0-1  | 1-4  | 3-2  | 2-3  | 0-3  | 2-2  | 0-1  | 1-2  | 0-0  | 1-3  | 1-2  | 0-1  | 3-4  | –––– | 5-2  |
| XV de Piracicaba | 2-1  | 2-1  | 1-1  | 2-0  | 3-2  | 2-0  | 4-4  | 0-0  | 1-4  | 1-2  | 2-2  | 2-1  | 1-1  | 2-1  | 3-0  | –––– |